# 林明達 (泰國企業家)

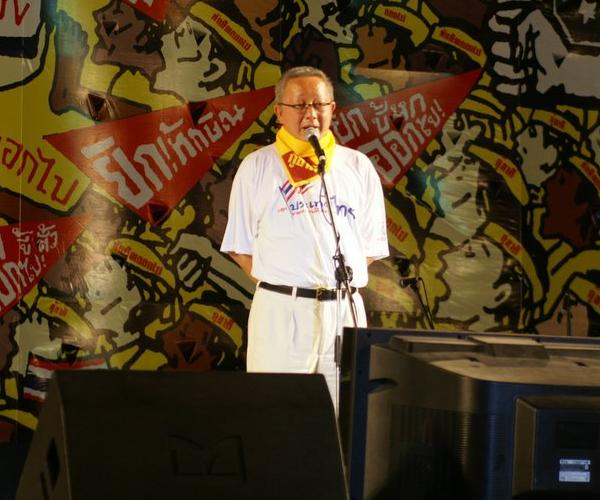
2006年的林明達

頌提·林通坤（泰文：สนธิ ลิ้มทองกุล；拉丁轉寫：Sondhi Limthongkul；中文名：林明達；1947年11月7日—），男，祖籍中國海南，泰國第三代華裔，泰国企业家、政治人物。大學畢業，是泰國經理媒體集團董事長。

## 生平
1983年，在曼谷創辦《經理月刊》；1992年，創立泰國林映雲薇基金會。
林明達之媒體集團旗下，有《經理報》、《亞洲時報》等多份日報、期刊等出版社、4家網站、1家廣播電台。
林明達由2000年起，有自製的電視節目，2004年起有24小時的電視新聞頻道。
林明達曾是泰國前首相他信（泰語：ทักษิณ ชินวัตร）的有力支持者；惟於2006年，他領導人民民主聯盟發起反對他信運動。
2009年4月17日，林明達在汽車內遭到槍擊受傷，更有子彈擦中眼眉，但他大難不死。